# Turka (obwód lwowski)

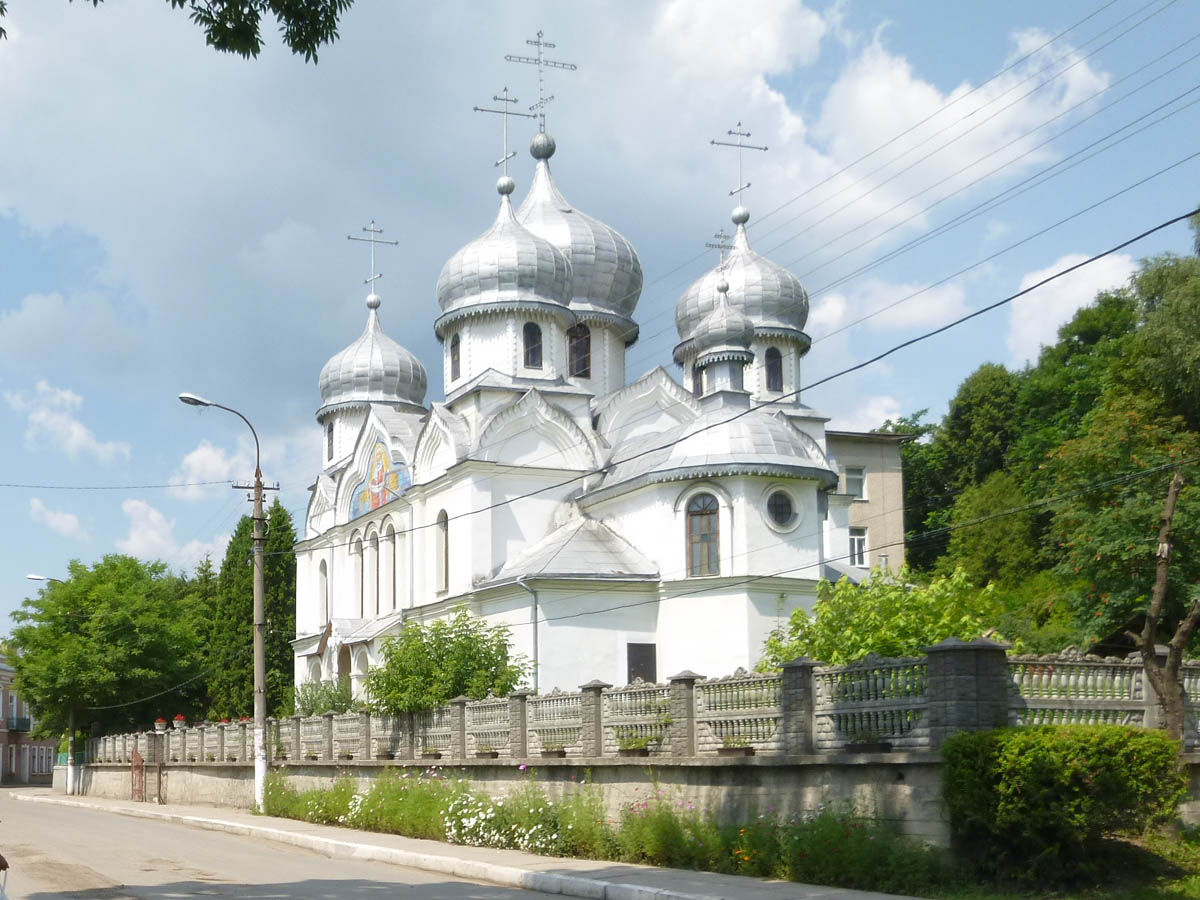
Cerkiew Opieki Matki Bożej

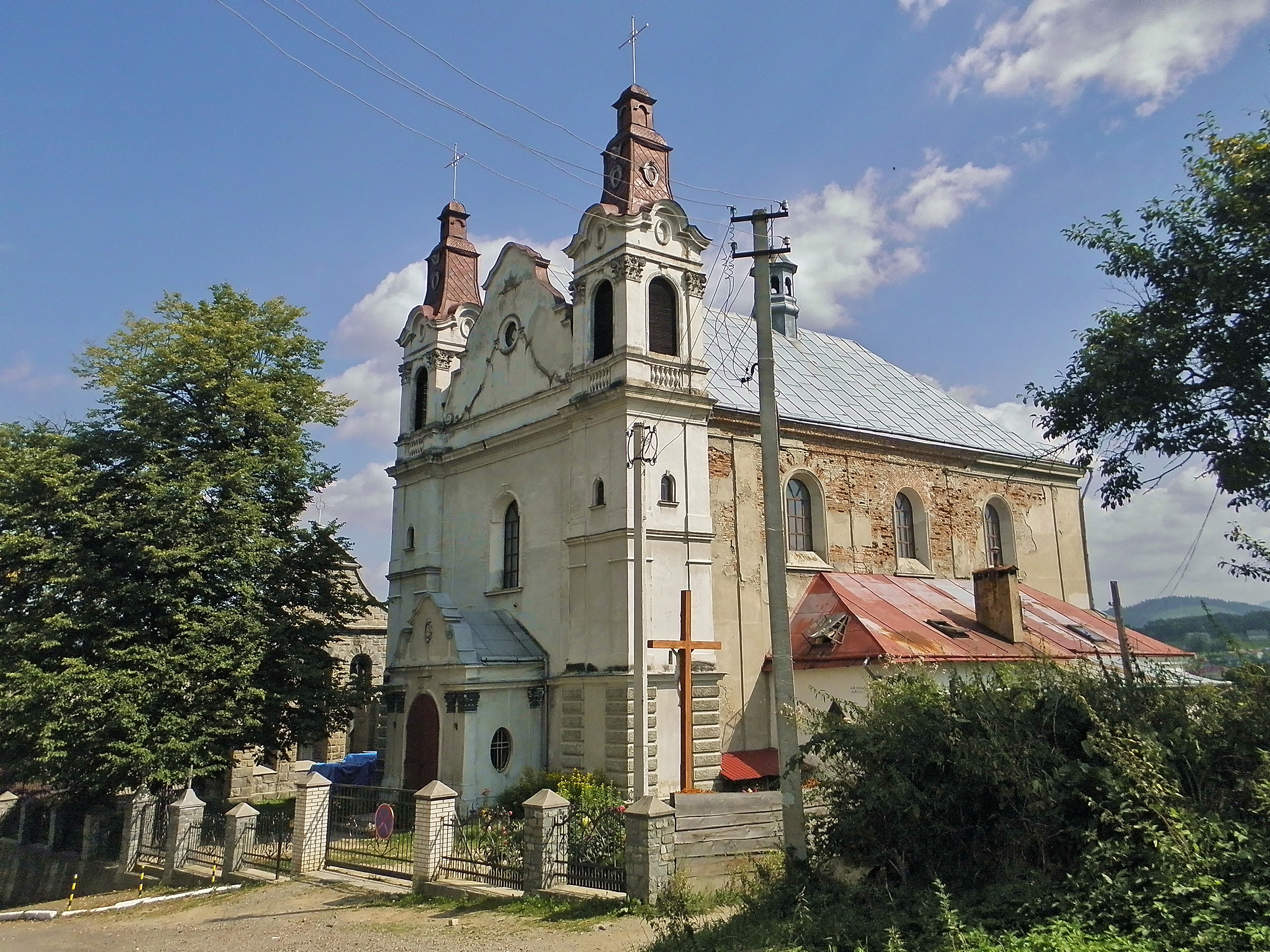
Kościół katolicki Wniebowzięcia NMP

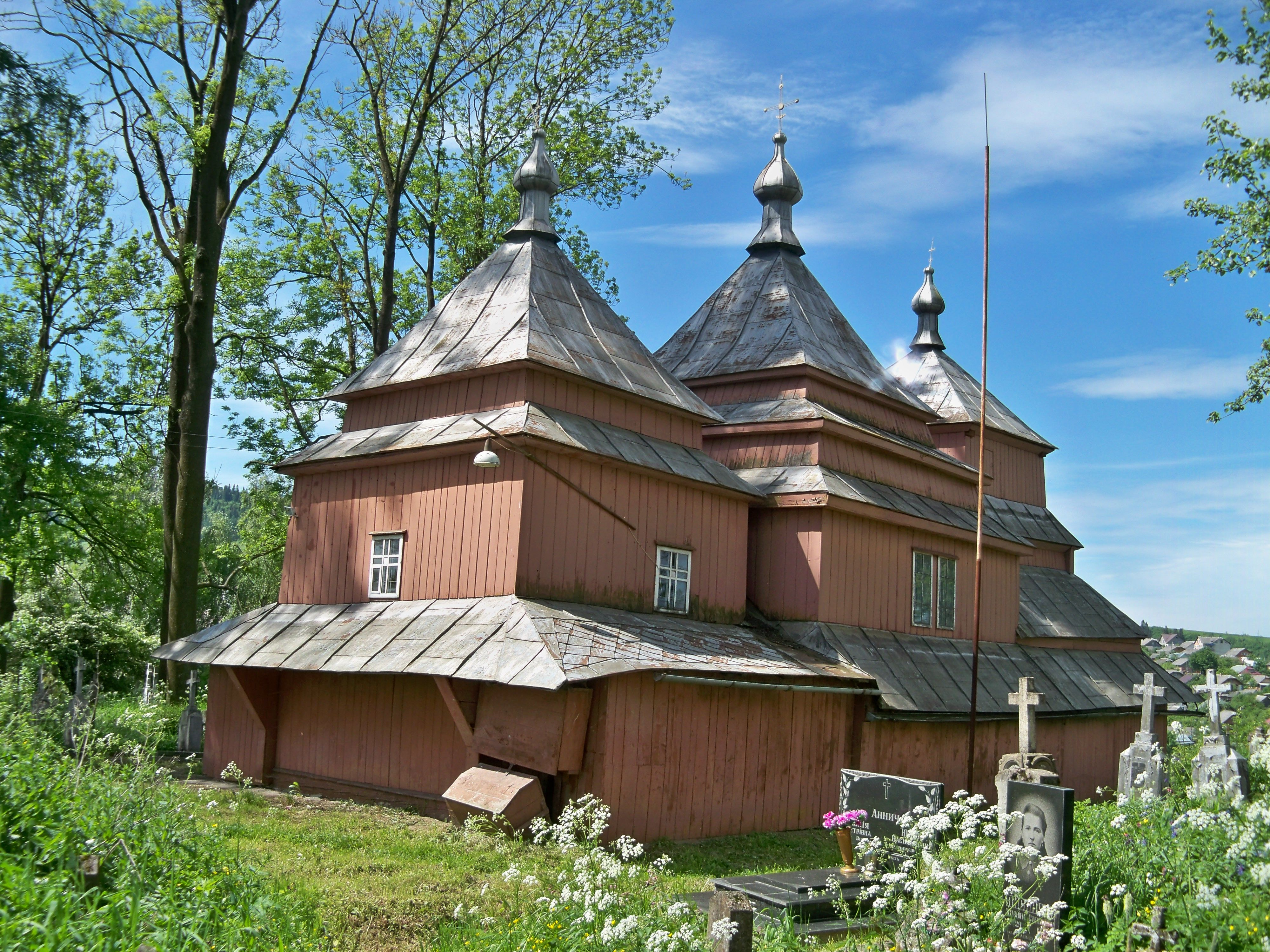
Stara cerkiew w Turce

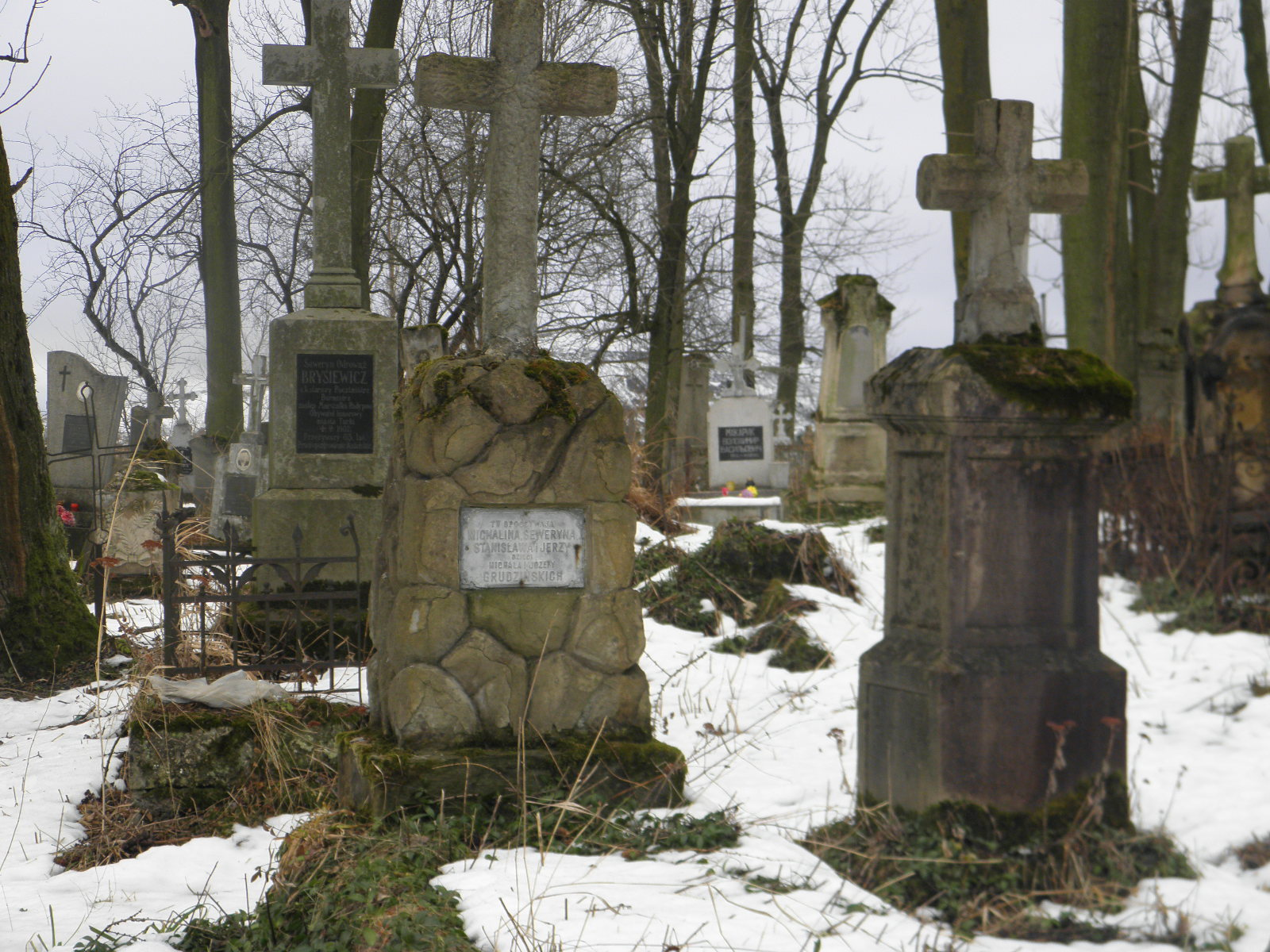
Turka, fragment cmentarza z polskim grobami

Turka (ukr. Турка; dawniej też Turka nad Stryjem) – miasto na Ukrainie, w obwodzie lwowskim, siedziba władz hromady Turka (do 2020 rejonu turczańskiego), nad Stryjem. Do 1939 Turka była miastem powiatowym w województwie lwowskim w Polsce. Turka jest oddalona o niespełna 13 km od granicy z Polską. Miejscowość tę dzieli od Lwowa blisko 105 km (ok. 45 km od Ustrzyk Dolnych).
W mieście znajduje się rzymsko-katolicka parafia Wniebowzięcia Najświętszej Maryi Panny.

## Historia
Istnieją różne wersje powstania nazwy miasta, ale najpowszechniejszą jest jej pochodzenie od wymarłych turów, które licznie przemierzały te tereny (w herbie miasta znajduje się tur).
Przywilejem wydanym w Medyce dnia 27 czerwca 1431 r. przez króla Władysława Jagiełłę Turkę otrzymał Vancza Valachus i jego synowie: Chotko, Iwanko i Janko. Ten donacyjny przywilej potwierdził król Władysław III Warneńczyk w 1444 na rzecz braci Chotka i Jankona, a król Zygmunt I ponownie w 1519. Wieś prawa wołoskiego w pierwszej połowie XV wieku. W 1730 r. Turka otrzymała prawa miejskie (miasto lokowane na prawie magdeburskim przez Antoniego Kalinowskiego). Po tym roku utworzono tutaj dom misyjny dla jezuitów, zaś po kasacie zakonu w 1773 r. powstała parafia.
Z 1730 pochodzą pierwsze wzmianki dotyczące Żydów osiedlających się w mieście. W połowie XVIII stulecia mieszka tu 25 rodzin żydowskich.
Do 1772 Turka znajdowała się w ziemi przemyskiej województwa ruskiego w Rzeczypospolitej.
Od 1772 po I rozbiorze Polski w składzie Królestwa Galicji i Lodomerii. W 1778 powstał murowany kościół rzymskokatolicki, a w XIX w. – cmentarz żydowski, zaś w 1903 gmina żydowska uzyskała samodzielność. Od 1905 przez miejscowość prowadzi linia kolejowa łączącą Użhorod z Samborem, znajduje się tu dworzec kolejowy.
W okresie międzywojennym Turka była miastem powiatowym, w województwie lwowskim w Polsce, siedzibą sądu powiatowego, urzędu skarbowego, Gimnazjum Prywatnego im. Marszałka Józefa Piłsudskiego. W 1921 liczyło 10 030 mieszkańców, z czego 4201 Żydów. W tym czasie starostą był Tadeusz Zawistowski, zaś burmistrzem – Michał Grudziński.
Na wiosnę 1939 sformowano tu Batalion ON „Turka”, który wschodził w skład Podkarpackiej Brygady Obrony Narodowej. Po wybuchu wojny osłaniał on granicę polsko-węgierską od strony miasta, wchodząc w skład 216 pułku piechoty. 
Po zakończeniu obrony z września 1939 Turka znalazła się w części zajętej przez ZSRR. Od 4 grudnia 1939 znajdowała się w składzie USRR, w obwodzie drohobyckim. 
Po ataku Niemiec na ZSRR miasto znalazło się pod okupacją niemiecką. Na początku okupacji ukraińska milicja zmusiła miejscowych Żydów do urządzenia "pogrzebu Stalina" - musieli oni manifestacyjnie zanieść portrety sowieckich przywódców oraz rosyjskie książki na żydowski cmentarz i tam je zakopać. Według żydowskich świadków Ukraińcy planowali zamordować uczestników "pogrzebu", ale egzekucję odwołał niemiecki oficer.
Od 1 sierpnia 1941 na terenie powiatu Sambor Dystryktu Galicja w składzie Generalnego Gubernatorstwa. W styczniu 1942 miały miejsce masowe egzekucje ludności żydowskiej. W sierpniu 1942 Niemcy wywieźli ok. 4000 Żydów do obozu zagłady w Bełżcu. W grudniu 1942 pozostałych przy życiu turczańskich Żydów deportowano do getta w Samborze. Od 1943 rozpoczęło się w powiecie Turka (jak i na całym obszarze południowo-wschodnich Kresów Wschodnich) ludobójstwo Polaków dokonywane przez ukraińskich nacjonalistów. W powiecie zginęło ok. 700 Polaków. Oprócz nich Służba Bezpieczeństwa OUN zamordowała ok. 25 Ukraińców. Sama Turka nie była atakowana, ale w różnych okolicznościach (np. w czasie wypraw po żywność) zamordowano 40 jej mieszkańców. 
Po II wojnie światowej Turka ponownie znalazła się w składzie Ukraińskiej Socjalistycznej Republiki Radzieckiej – początkowo w obwodzie drohobyckim, później ponownie we lwowskim. Po uzyskaniu w 1991 niepodległości przez Ukrainę miasto znajduje się w jej granicach.

## Ważniejsze obiekty
- Kościół Wniebowzięcia Najświętszej Marii Panny
- Cerkiew Opieki Matki Bożej
- Cerkiew Przeniesienia Relikwii św. Mikołaja
- Cerkiew św. Mikołaja
- Cerkiew Zaśnięcia NMP
- Synagoga Tempel w Turce
- Cmentarz żydowski w Turce
- Rynek miejski

## Turystyka
W mieście znajdują się źródła wody mineralnej, m.in.: słynnej „Naftusi”.

## Demografia
- 1921 – 10 030
- 2006 – 7306

## Ludzie związani z miastem
- Zygmunt Albert – polski lekarz anatomopatolog, profesor nauk medycznych i badacz, historyk medycyny
- Maurycy Broch – adwokat i radny
- Adam Karpiński – polski taternik, alpinista i himalaista, inżynier mechanik, konstruktor lotniczy, lotnik
- Rudolf Regner – polski kapral rezerwy WP, harcerz w stopniu Harcerza Orlego. Biały Kurier
- Adam Kazimierz Bilik – lekarz, działacz Stowarzyszenia Katolickiej Młodzieży Akademickiej „Odrodzenie” i Akcji Katolickiej

Honorowi obywatele
- Władysław Łoziński – pisarz, historyk (1885)[10]
- Karol Bartoszewski – notariusz, burmistrz miasta[11]

### Sprawiedliwi wśród Narodów Świata(ratujący Żydów w Turce)
- Mychajło i Hanna Komarniccy oraz ich córka Hałyna Karasewycz z d. Komarnicka – ukraińska rodzina ukrywająca Chawę Brandelstein[12]
- Stefania Turzańska – Polka, która wzięła na wychowanie Lidię Diker[13]

## Galeria

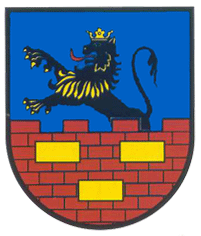
Polski herb miasta w okresie międzywojennym
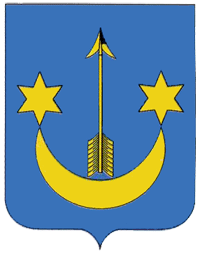
Polski herb miasta z XVI wieku
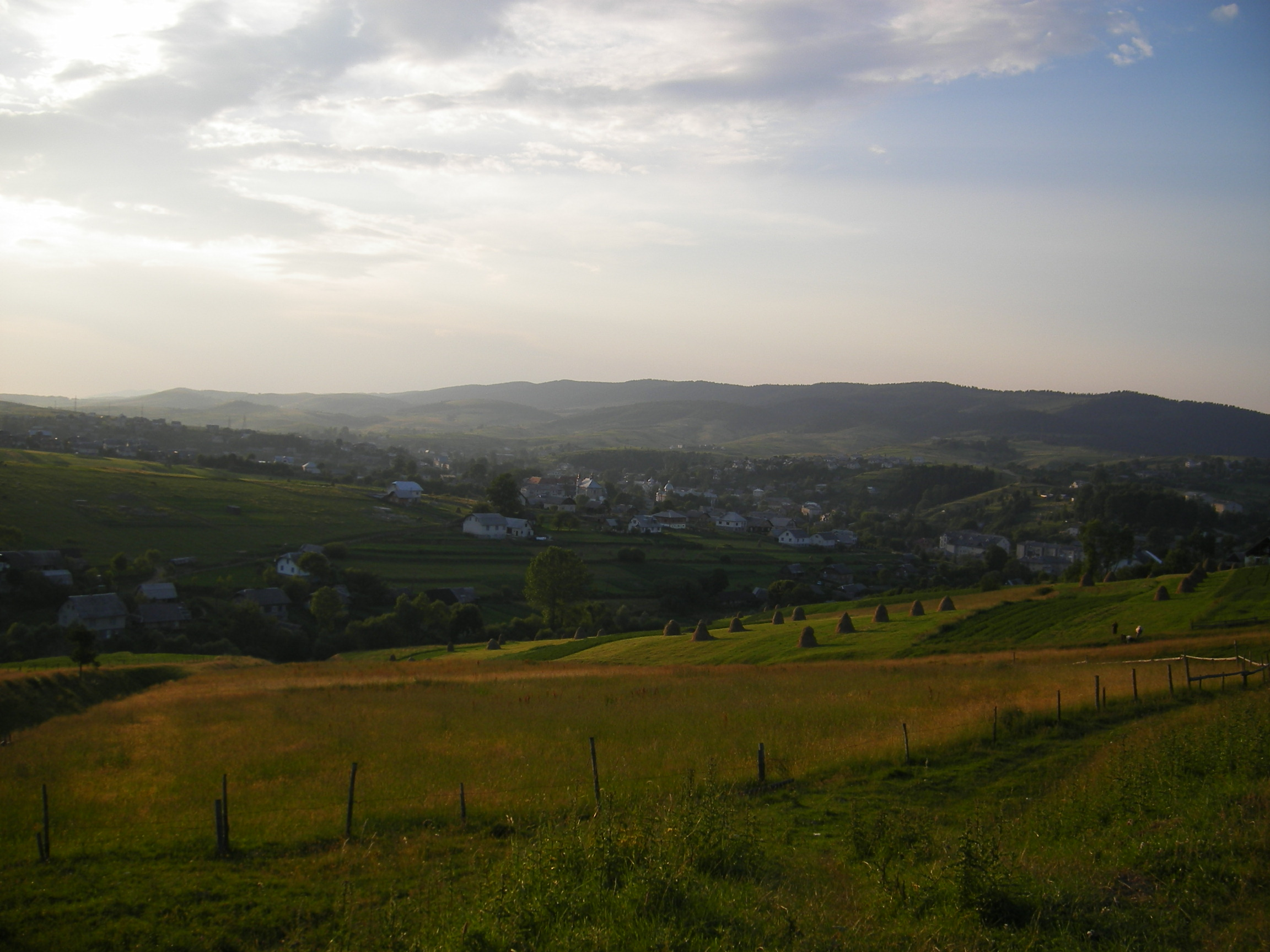
Widok na Turkę